# Alan Bates
Sir Alan Arthur Bates (Allestree (Derbyshire), 17 februari 1934 - City of Westminster, 27 december 2003) was een Engels acteur. Hij werd in 1969 genomineerd voor zowel een Oscar als een Golden Globe voor zijn hoofdrol als Yakov Bok in The Fixer. Elf acteerprijzen werden hem daadwerkelijk toegekend, waaronder een BAFTA Award voor de televisiefilm An Englishman Abroad (1983) en zowel een Satellite- als een Screen Actors Guild Award samen met de gehele cast van Gosford Park (2001).
Bates speelde rollen in 48 films, 65 inclusief televisiefilms. Daarnaast speelde hij regelmatig in het theater. Voor zijn spel in het toneelstuk Butley won hij in 1972 een Tony Award en in 2002 een tweede voor dat in Fortune's Fool. In 1995 werd hij benoemd tot Commandeur in de Orde van het Britse Rijk en in 2003 werd hij geridderd tot Knight Bachelor.
Bates trouwde in 1970 met Victoria Ward, met wie hij samen bleef tot haar overlijden in 1992. Samen kregen ze in 1971 de tweelingzonen Benedick en Tristan Bates. Tristan overleed in 1990 onverwacht aan de gevolgen van een astma-aanval. Bates zelf stierf op 69-jarige leeftijd aan alvleesklierkanker. De Amerikaanse biograaf Donald Spoto bracht in 2007 het boek Otherwise Engaged: The Life of Alan Bates uit, waaraan diens jongere broer Martin en zoon Benedick hun medewerking verleenden.

## Filmografie
*Exclusief zeventien televisiefilms
| - The Statement (2003) - Meanwhile (2003) - Hollywood North (2003) - Evelyn (2002) - The Sum of All Fears (2002) - The Mothman Prophecies (2002) - Gosford Park (2001) - The Cherry Orchard (1999) - The Grotesque (1995) - Silent Tongue (1994) - Secret Friends (1991) - Shuttlecock (1991) - Hamlet (1990) - Dr. M (1990) - Mister Frost (1990) - Force majeure (1989, aka Uncontrollable Circumstances) - We Think the World of You (1988) - A Prayer for the Dying (1987) - Duet for One (1986) - The Wicked Lady (1983) - Britannia Hospital (1982) - The Return of the Soldier (1982) - Rece do góry (1981, aka Hands Up!) - Quartet (1981) | - Nijinsky (1980) - The Rose (1979) - The Shout (1978) - An Unmarried Woman (1978) - Royal Flash (1975) - In Celebration (1975) - Butley (1974) - Story of a Love Story (1973) - A Day in the Death of Joe Egg (1972) - The Go-Between (1970) - Three Sisters (1970) - Women in Love (1969) - The Fixer (1968) - Far from the Madding Crowd (1967) - Le roi de coeur (1966, aka King of Hearts) - Georgy Girl (1966) - Once Upon a Tractor (1965) - Zorba de Griek (1964, aka Alexis Zorbas) - Nothing But the Best (1964) - The Running Man (1963) - The Caretaker (1963) - A Kind of Loving (1962) - Whistle Down the Wind (1961) - The Entertainer (1960) |

## Televisieseries
*Exclusief eenmalige gastrollen
- Hard Times - Josiah Bounderby (1994, vier afleveringen)
- Unnatural Pursuits - Hamish Partt (1992, twee afleveringen)
- The Mayor of Casterbridge - Michael Henchard (1978, zeven afleveringen)